# 巴德学院
巴德学院（英語：Bard College），原名圣斯蒂芬学院（英語：St. Stephen's College），是一所1860年创建的私立文理学院。学校位于纽约州哈得逊河畔安嫩代尔，在校园中可以眺望哈德逊河和卡茨基尔山。校园位于美国国家历史名胜之一的哈德逊河历史地区。
巴德学院包括一所文理学院、一个音乐学校，并且提供八个研究生项目、20个艺术及科学研究生学位。本科师生比为10:1。巴德学院也同来自7个国家在内的35所项目、工程、中心进行合作和发展。
巴德学院是当地重要的区域文化中心。包括埃塞尔当代艺术博物馆和理查德·B·费舍尔表演艺术中心都位于校园内。巴德学院也主办两场重要年度艺术盛会——巴德夏祭与巴德音乐节。

## 历史

### 起源及早期发展

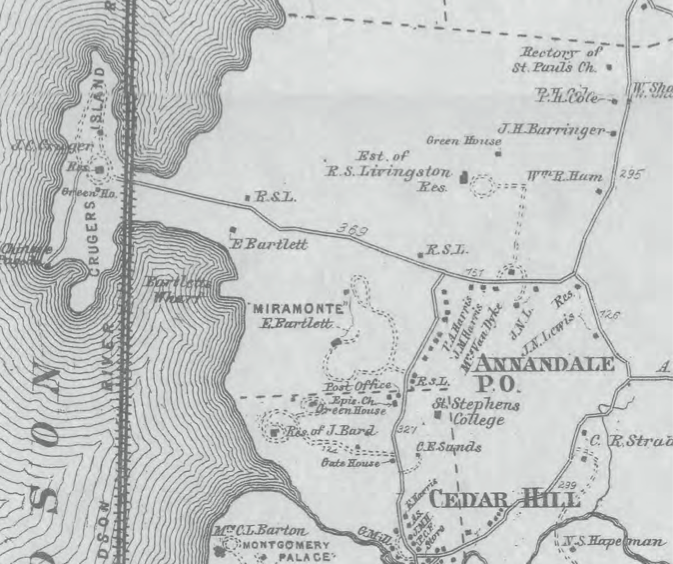
一副1867地图显示纽约州红钩镇的土地产权

19世纪中，纽约州红钩镇的土地主要包括布莱兹伍德、巴特利特、桑兹、克鲁格岛、沃德庄园或阿尔蒙特。
1853年，约翰·巴德和玛格丽特·巴德购买了布莱兹伍德的部分地产，并重命名为“安嫩代尔”。约翰·巴德的祖父是医学家西蒙·巴德，西蒙·巴德是哥伦比亚大学医学院的创始人、乔治·华盛顿的医生。约翰·巴德也是哥伦比亚大学教授约翰·麦维克的侄子。所以巴德家族与哥伦比亚及美国新教圣公会有很密切联系。

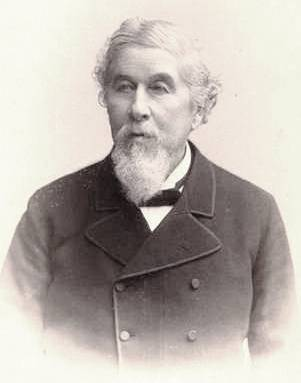
约翰·巴德，圣斯蒂芬学院创建人

1854年，约翰和玛格丽特建立一所教区学校以满足该地区适龄儿童的教育需求。当时的一个小木质别墅，现被称为巴德楼，承担着周中的教学任务和周末的教会工作。1857年，巴德夫妇在巴德楼附近修建神圣无辜者教堂，从而扩大了教区。在这段时间中，约翰·巴德仍然与纽约州的新教圣公会保持密切联系，教会建议他创建一所神学院。
在外部资金支持的承诺下，1858年11月，约翰·巴德捐赠了未完成的教堂以及周围18英亩的土地给主教教区。1860年3月，圣斯蒂芬学院建立，首期12名学生入学。1861年，第一批建筑开始陆续建成，包括一所石制学院哥特式的宿舍阿斯平沃尔楼建造完成。在学校最早的运作时期，它的财政仰赖于一些富有的捐赠者，比如康内留斯·范德比尔特。
随后的四十年总，学校有了更快发展。1866年，作为行政楼的拉德洛楼建立完成。1873年，普勒斯顿楼建立完成，并作为食堂投入使用。四所相连的宿舍楼，统称为斯通街道，竣工于1891年。在1895年，希腊复兴式的霍夫曼纪念图书馆建成。

### 发展与世俗化

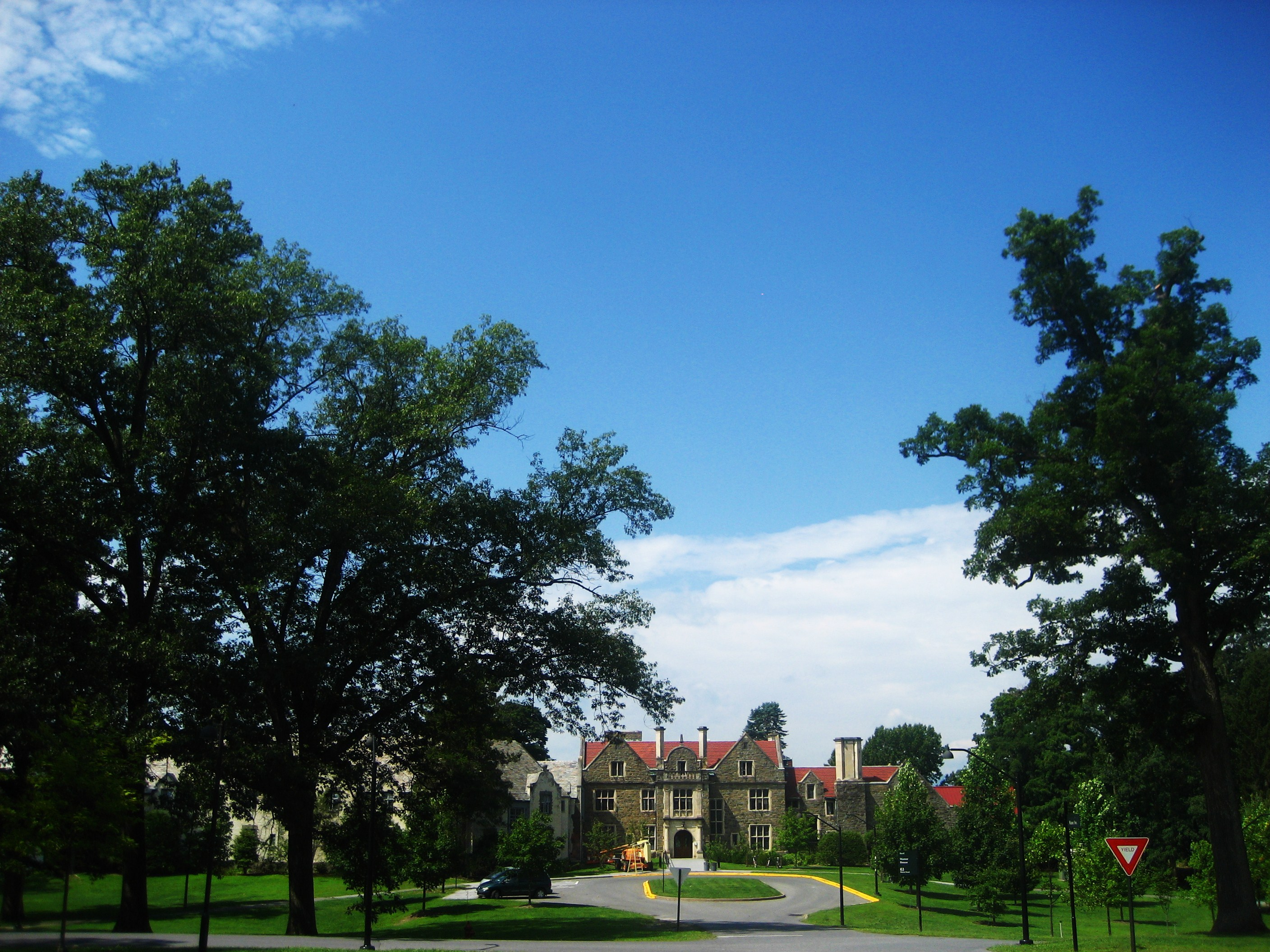
沃德庄园现作为宿舍使用

20世纪后，伴随着社会和文化变化，纽约州的高层社会掀起了大地产的终结活动。1914年，路易·哈默斯利购买了沃德庄园，并建立一所都铎式大楼和门房，现被称为沃德庄园。1926年，哈默斯利扩大了地产，并获得被抛弃的克鲁格岛土地。同年，威廉·沃德购买了哈默斯利的这些土地后，捐给慈善组织，并作为养老院使用了近四十多年。
在1900年中期，巴德学院的校园有了明显扩展。1951年，学校获得被捐赠的布莱兹伍德土地；而在1963年，巴德购买了约90英畝（36公頃）的沃德庄园地产，其中包括庄园大楼。剩下的900-英畝（360-公頃）沃德庄园地产为蒂沃利港湾自然保护区。
1928年，巴德与哥伦比亚大学合并，作为哥大的一个本科学院，和班纳德学院类似。根据协议，巴德仍然保留与美国新教圣公会的关联，并保持对财政的自主性。合并的决策提升了巴德学院的声誉，但是在大萧条时期，学校却无法获得足够的资金支持。1932年，巴德的财政情况进入到非常可悲的局面，促使纽约州州长兼巴德学院信托人的富兰克林·D·罗斯福，向一系列财团领袖发出求救电报寻求捐款，其中包括小约翰·戴维森·洛克菲勒、乔治·伊士曼和弗雷德里克·威廉·范德比尔特。
1933年5月26日，哥伦比亚大学教授唐纳德·图克斯伯里博士被任命为巴德学院院长。仅仅四年，图克斯伯里教授就对学校产生了深远的影响。他作为一个教育哲学家，通过巴德学院平台拓宽了高等教育理念：他把学校的发展驶向一个更世俗化的方向。1934年，在他的建议下，学校正式改名为巴德学院，以纪念它的创始人约翰·巴德。图克斯伯里博士非常强调艺术的作用，这在当时并非主流，他还为巴德的“调整和高阶工程”（Moderation and Senior Project）体系奠定了基础。尽管图克斯伯里博士从未使用“进步主义教育”等词汇描述巴德的课程体系，学校仍被后人视为采用进步教育的先驱。在1943年，教育家路易·T·贝尼泽特撰写《进步主义学校的通识教育》（General Education in the Progressive College）中，将巴德学院作为三个案例分析之一。
1940年时期，第二次世界大战爆发，巴德学院成为许多欧洲学者、藝術家的避难天堂。其中包括有政治理论家汉娜·阿伦特、精确主义画家斯特凡·赫希、《柏林日报》主编菲利克斯·赫希、小提琴家埃米尔·豪泽、语言学家汉斯·马尔尚，心理学家韦纳尔·沃尔夫和哲学家海因里希·布吕赫。
在1944年，因为战争影响，巴德学院入学率显著降低，从而对学校财政产生重大压力。为提高入学率，巴德学院改为男女同校制度。1944年后学校变称独立的、世俗性学院。入学生也从1944年的137人翻倍为1947年的293人。1950年代，基于学校拥有布莱兹伍德地产和图克斯伯里楼后，学校扩充了150名的入学人数。

### 二战后
1969年，在巴德学院发生了一起警方突然搜捕行动，它激发了校友唐纳德·费根和沃尔特·贝克的灵感，并在1973年为他们的摇滚乐团史提利·丹撰写了一首《我的老学校》。此外小说家、艺术家、巴德校友瑞琪·杜科尔内曾称费根写过一首《瑞琪，不要丢掉那个号码》以纪念他们的友谊。
1975年，曾是法兰克尼亚学院史上最年轻的校长里昂‧波特斯坦当选为巴德学院校长，他被视为学校学术和文化复兴与发展的功臣。他拓宽了教学专业面；后现代主义的教学楼群相继建立后，学生数量也增加了超过400%。新的学校设施有弗兰克·盖里设计的理查德·B·费舍尔表演艺术中心、罗伯特·文丘里设计的史蒂文森图书馆、拉斐尔·维诺利的雷姆-凯登科学及计算中心。此外，超过35个附属机构、中心、项目，均在波特斯坦时期陆续建立，范围覆盖在当地、纽约州乃至不同国家。

## 校园

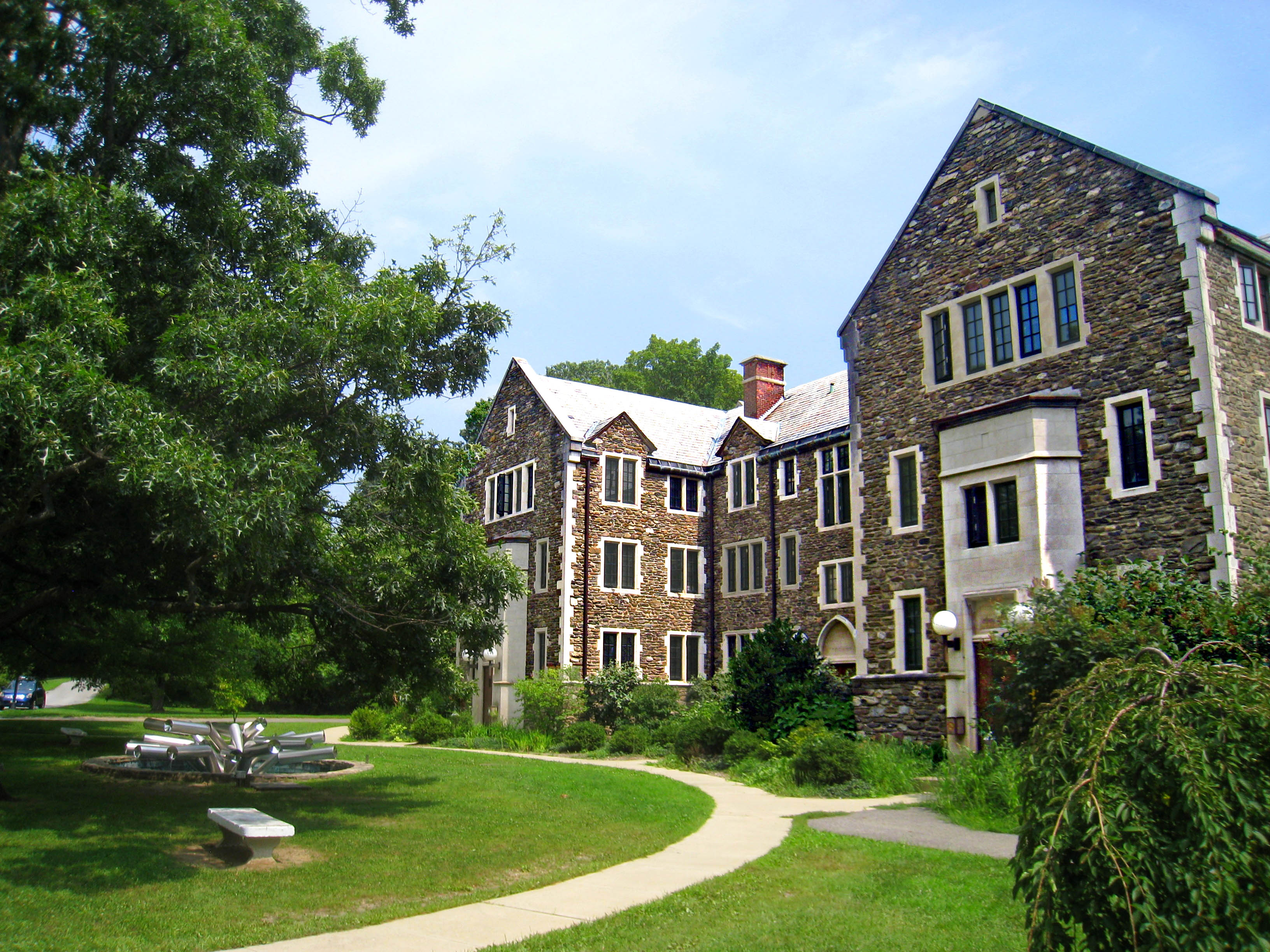
教职工办公室位于瓦尔登楼

巴德学院占地面积大约1,167,090平方英尺，包括有70座建筑楼。尽管校园建筑楼群呈现出各类建筑风格，校园整体主要深受学院哥特式建筑风格和后现代主义建筑风格影响。
巴德学院的历史建筑，是与学院的早期发展，及哈德逊河历史遗产的形成背景有关。在20世纪后期的建筑浪潮中，学院的一些标志性建筑吸收了一些著名建筑师的设计，包括罗伯特·文丘里、弗兰克·盖里和拉斐尔·维诺利。

## 学术
巴德学院是一所文理和科学学院。在本科教育中，巴德提供文学学位和科学学位。23个学术部门提供超过40个专业以及12个跨学科辅修专业。巴德学院也是全美第一个设置人权专业的学校。在2011-2012学年，巴德拥有1345个课堂。
在开学报到的前三周，大一新生需要参加语言和思考项目（Language and Thinking, L&T），为新生准备一次紧凑的、以写作为中心的通识教育介绍，期间学生需要阅读各派别的文学作品并分小组讨论阅读与写作。这一跨专业项目建立于1981年，目的是“培养深度阅读和讨论、清晰发音、准确的自我批判、有成果的协作习惯”。这一项目囊括哲学、历史、科学、诗歌、小说和宗教。在2011年，核心阅读书籍包括有汉娜·阿伦特、弗朗茨·卡夫卡、弗兰斯·德·瓦尔、史蒂芬·古尔德、克利弗德·纪尔兹、索福克勒斯。随后在他们的冬季，大一新生必须参加到公民科学项目（Citizen Science program），此项三周项目开始于2011年。公民科学项目向学生介绍科学并教授科学方法的理念。在这个课程中，学生围绕一个主题进行展开分析，比如感染性疾病，通过不同的角度与概念进行思考，以提出解决问题的不同方案。
所有的大一学生必须参加“大一研讨会”（First-Year Seminar），通过一年周期的阅读和写作核心课程。第一个学期的分析从孔子到伽利略，而第二个学期讨论约翰·洛克到弗吉尼亚·伍尔夫。这个每学期课程有大概30个章节，由教授指导阅读和分析大量的作家作品和思想。
另一个大学强制项目是调整（moderation）。调整通常发生于第四和第五学期，作为一个方式选择专业。完成这一课程的要求往往会因系院所有区别，在过程中，学生必须呈交完成由三名教授组成的调整委员会布置的任务，并通过接踵而来的面谈、考试和批判。
巴德的本科教育顶石是一个称之为“毕业项目”（Senior Project），这一项目也因系院不同而呈现不同情况。部分学生需要撰写大概80页的论文，并呈交给三人教授委员会进行调整和批判。艺术系学生必须组织一系列的演唱会、独奏会、表演或者出版具有深度创造性的作品；数学和科学学生，以及部分社会科学学生，需要完成研究性项目。

### 排名与录取
在2014年版的大学排名中，《美国新闻与世界报道》将巴德学院排在美国文理学院中的第38名。2015年，《普林斯顿评论》在“最佳课堂体验”和“综合最佳大学体验”中，将巴德学院排名第一；并认为巴德是一所最有价值的私立学校、绿色校园。《福布斯》在“全美投资报酬率”排名中，将巴德学院排名第九。2011年，《新闻周刊》将巴德学院排到第11名“最严格的”和第22名“最艺术性的”学校。同年，《旅行+休闲》也评为“美国最美丽的校园之一”。
2016年届（2012级）学生中，大学申请通过率是28%。平均的SAT分数是批判性阅读680分、数学650分。60%的录取学生都在各自高中的前10%。这一届学生中来自美国39个州及48个国家。

## 科研项目及相关机构

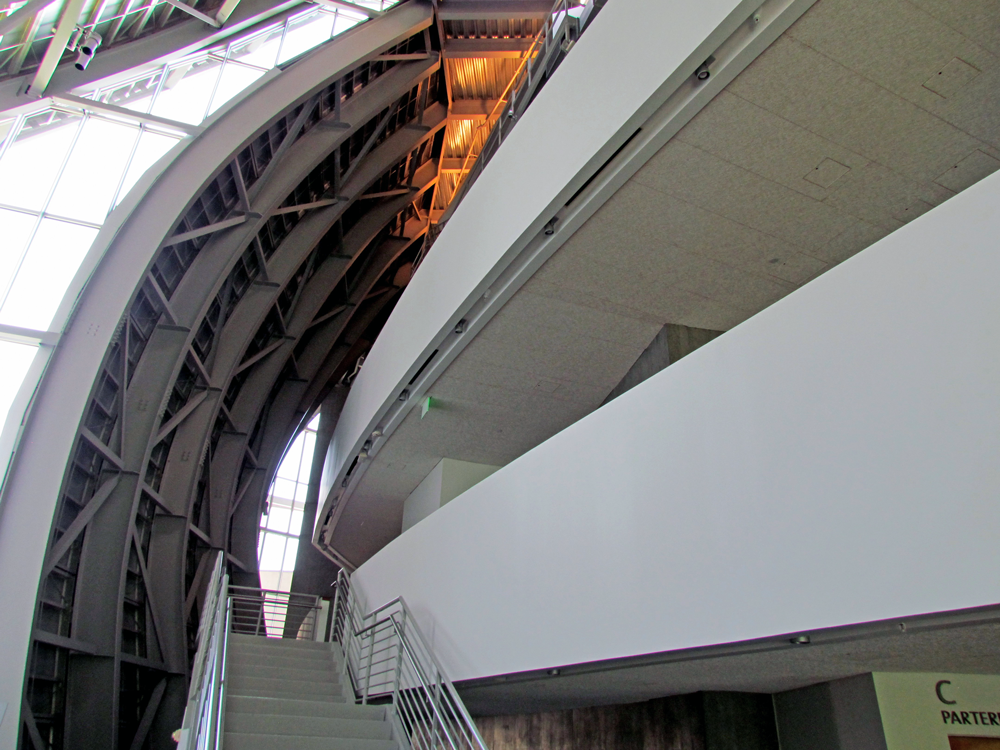
理查德·B·费舍尔表演艺术中心的内景

巴德学院建立了不同的创新研究项目及科研机构，包括有弥尔顿·艾弗里艺术研究生院、利维经济研究所（2014年提供经济理论和政策硕士学位）、策展研究与现代文化艺术中心、巴德环境政策中心、巴德音乐学院、巴德学院克莱门特项目，以及位于曼哈顿的巴德研究所。巴德学院的理查德·B·费舍尔表演艺术中心是由建筑家弗兰克·盖里设计，并于2003年春季完成。
巴德首创性监狱项目在五所纽约州的监狱中，为监禁中个体（监狱教育）提供文理学位。现有学生将近200余人。1994年，联邦政府停止了对于监狱教育的财政支出，所以巴德首创性监狱是全美为数不多的此类项目。
巴德学院也与美国最老的、最有名望的少年班项目——巴德西蒙洛克学院有关联。巴德高中在曼哈顿、皇后区和纽瓦克市均有校区。巴德还同圣彼得堡国家大学一道，帮助俄罗斯第一个文理学院斯莫尔尼学院构建课程体系。此外，位于纽约市的巴德全球与国际事务项目致力于人权法的学习、国际关系准则、公民社会、人道主义行动及全球政治经济；学生有机会在夜间参加研讨会，并在白天参加国际事务实习。

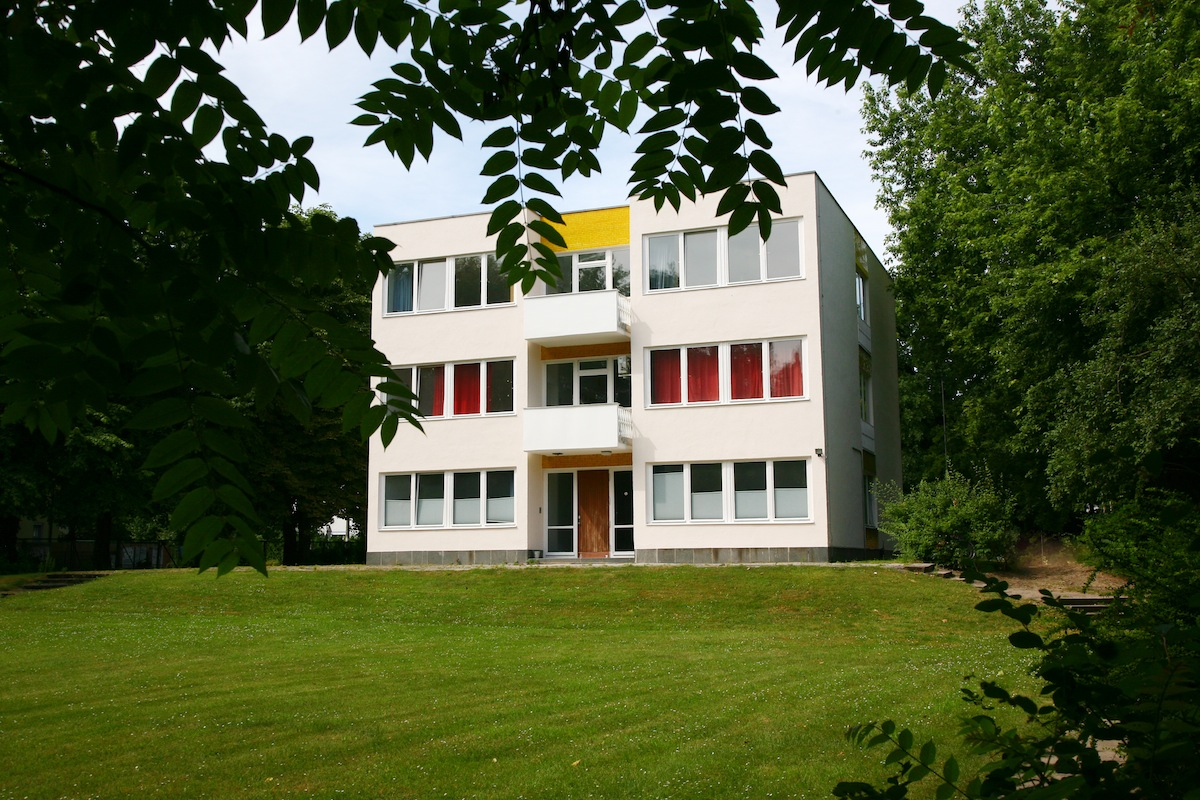
柏林巴德学院的宿舍

21世纪后，巴德学院开始拓宽自己的国际影响力，包括与约旦河西岸纳布卢斯的圣城大学合作创建双学位项目。2010年3月，巴德学院与美利坚中亚大学建立正式伙伴关系，并在吉尔吉斯斯坦比什凯克教授学生学习美国研究、人类学、经济学、欧洲研究、国际与比较正直、新闻学与传媒学、心理学、社会学、软件工程学等，以获取文理学院学位。
2011年6月，巴德学院正式吞并位于波士顿的隆基音乐学院。并于2011年11月，收购德国柏林的欧洲文理学院，并改为柏林巴德学院。2013年，巴德学院进入东亚，并与苏州大学建立合作，其中包括苏州大学音乐学院与巴德音乐学院的双学位项目。

## 学生活动
超过120个学校团体均在巴德议会基金的赞助下运营。巴德议会基金是一个由选举产生的学生进行组织、每学期进行改选的组织，政策和选举通过公共辩论的形式实现。
巴德学院拥有自己的纸质新闻《巴德自由报刊》，该报在2013年荣获大学报刊联合会的“最佳展示奖”；同年《SPIN》选举年度校园奖中，《巴德自由报刊》荣获“最佳校园刊物”。学生运作的文艺期刊还有半年刊《Lux》、《主持人》、《Sui Generis》。此外还有学生出版的《巴德社会科学期刊》、《巴德科学期刊》和《Qualia》。《巴德论文（Bard Papers）》是一个私募基金赞助的文学期刊，由巴德的教授和学生共同管理。
其他主要学生组织包括有国际学生组织，其他文化组织则有巴德反资本家协会、巴德滑板协会、巴德电影委员会、巴德曲直联盟、学生劳工对话、巴德辩论联盟、巴德模拟联合国、超现实主义者训练营（Surrealist Training Circus）、骑行社和学校电台WXBC。
尽管巴德学院规模很小、地理位置远离大都市，但它拥有很强的独立音乐现场。在1980年至2000年代早期，学院的老体育馆曾经是音乐会和舞会的著名场所。在2004年，老体育馆关闭，并在2006年春季转移到一所学生运营的剧院。很多活动也在更小的SMOG楼举行。

## 体育
巴德学院是全美大学体育协会的第三梯队成员。他也是自由联盟的成员。在2007-08赛季至2010-11赛季期间，猛龙队（巴德学院体育队）曾经作为独立学校参加天际联盟。猛龙队的男子运动包括有棒球、篮球、越野赛、长曲棍球、英式足球、壁球、游泳跳水、网球、田径及排球；而女子运动则包括篮球、越野赛、长曲棍球、英式足球、英式橄榄球、游泳跳水、网球、田径及排球。

## 校友及教授
巴德学院最著名的校友包括有双胞胎作曲家理查德·M·希尔曼和罗伯特·B·希尔曼、喜剧表演家切维·切斯、沃尔特·贝克、以及史提利·丹的唐纳德·费根；演员布莱思·丹纳；电影制片人吉娅·科波拉和托德·海因斯。

## 图集

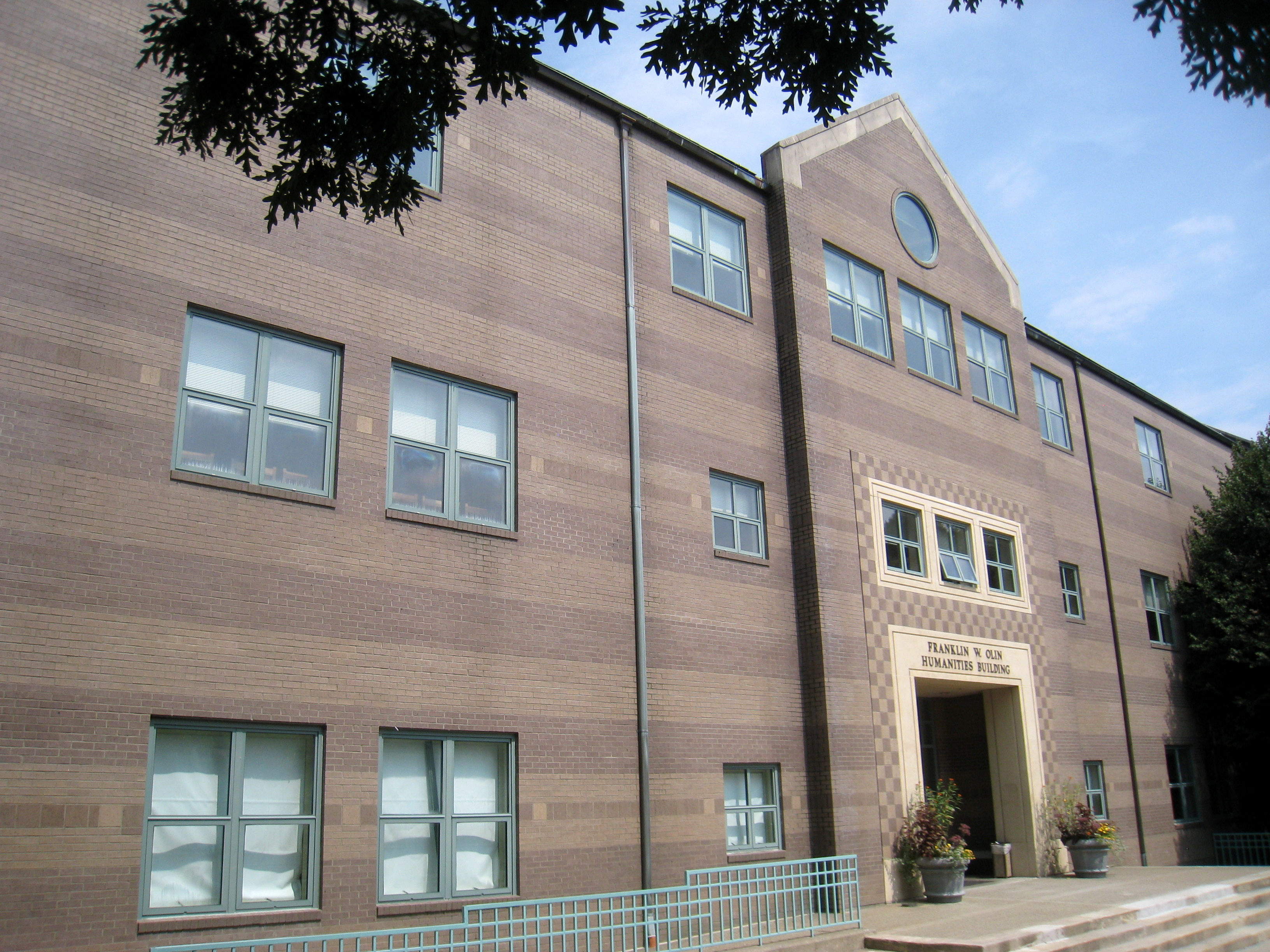
富兰克林·W·奥林人文科学楼
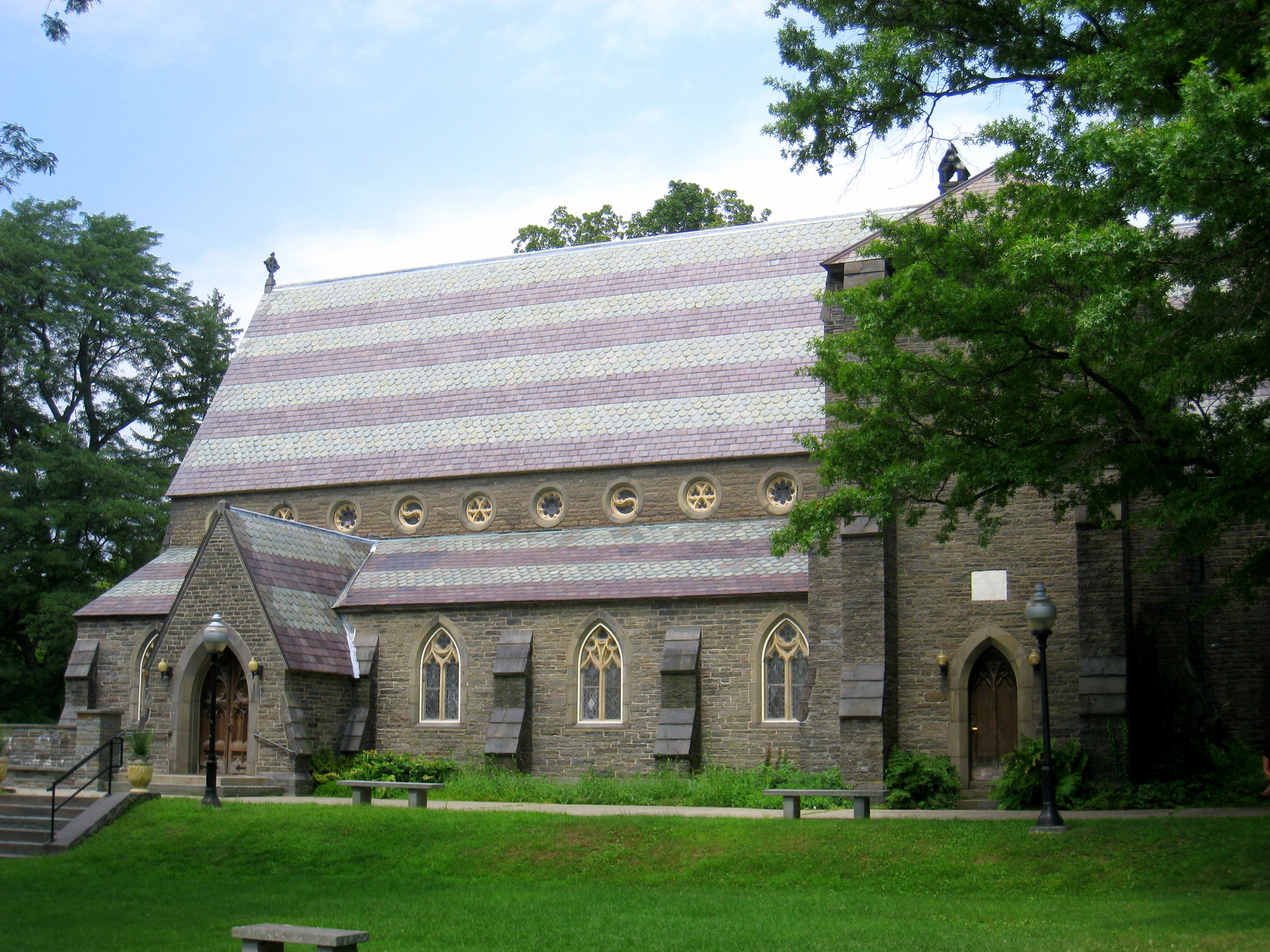
神圣无辜者教堂
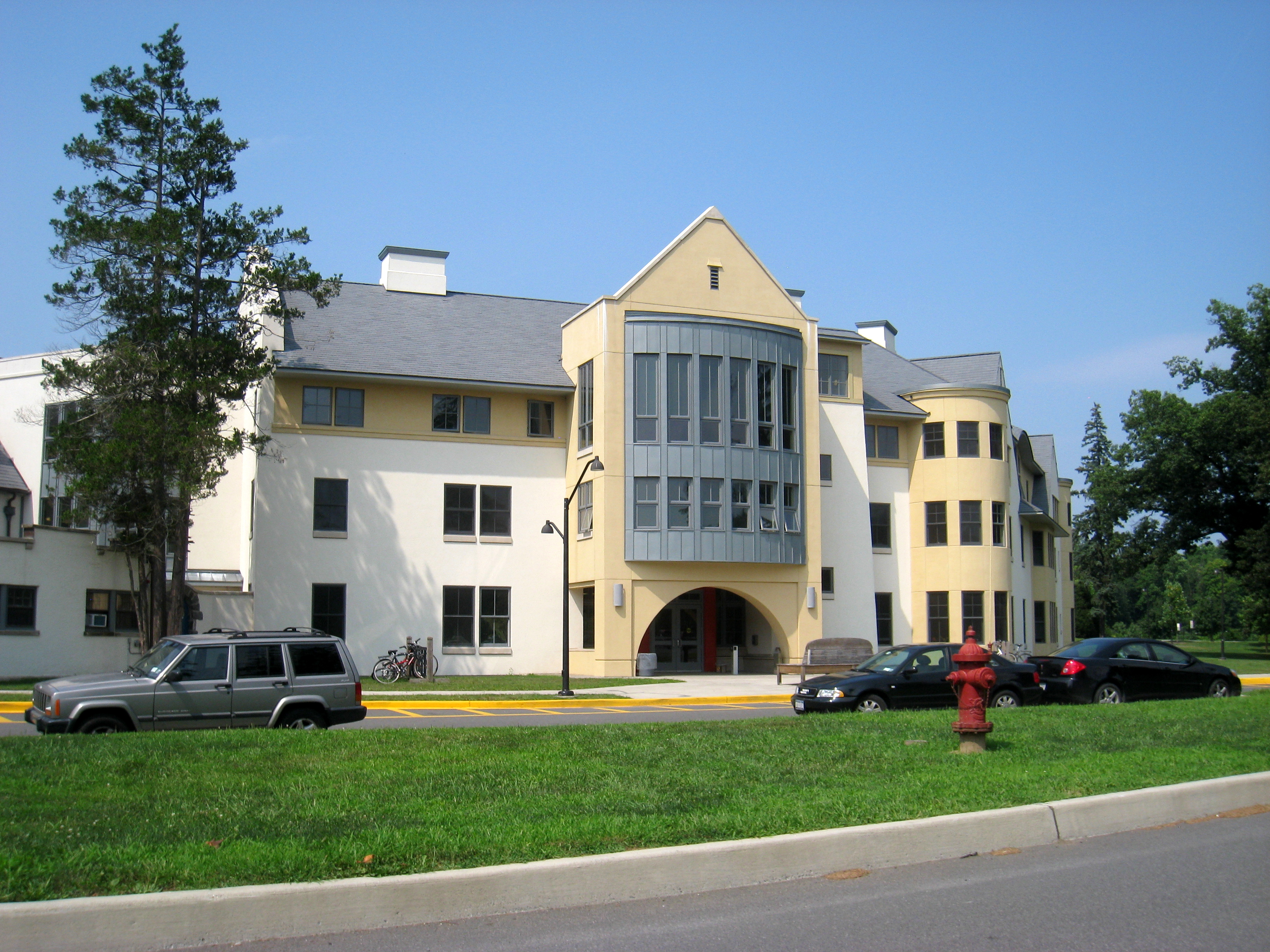
新罗宾斯宿舍
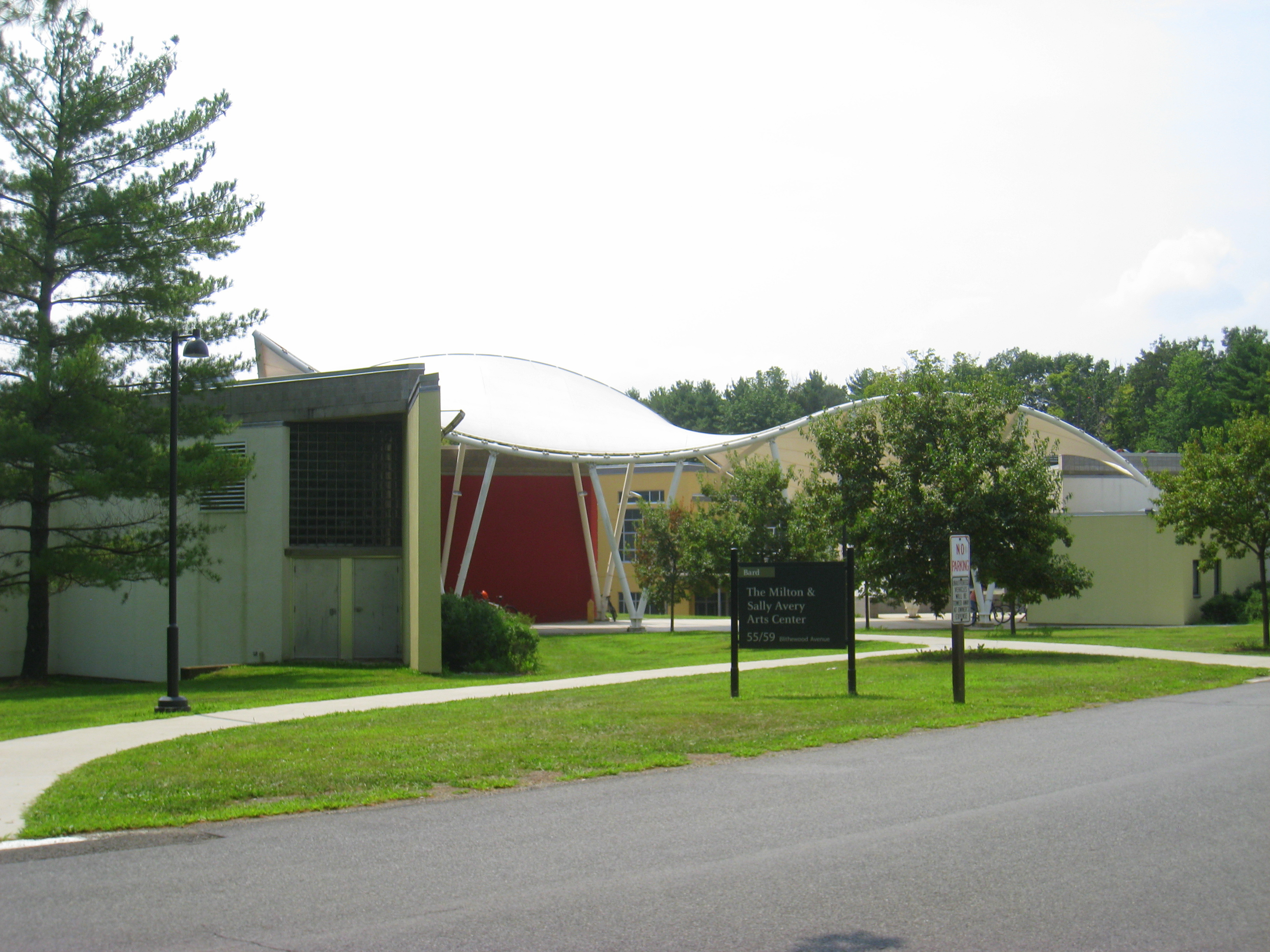
弥尔顿和莎莉·艾弗里艺术中心
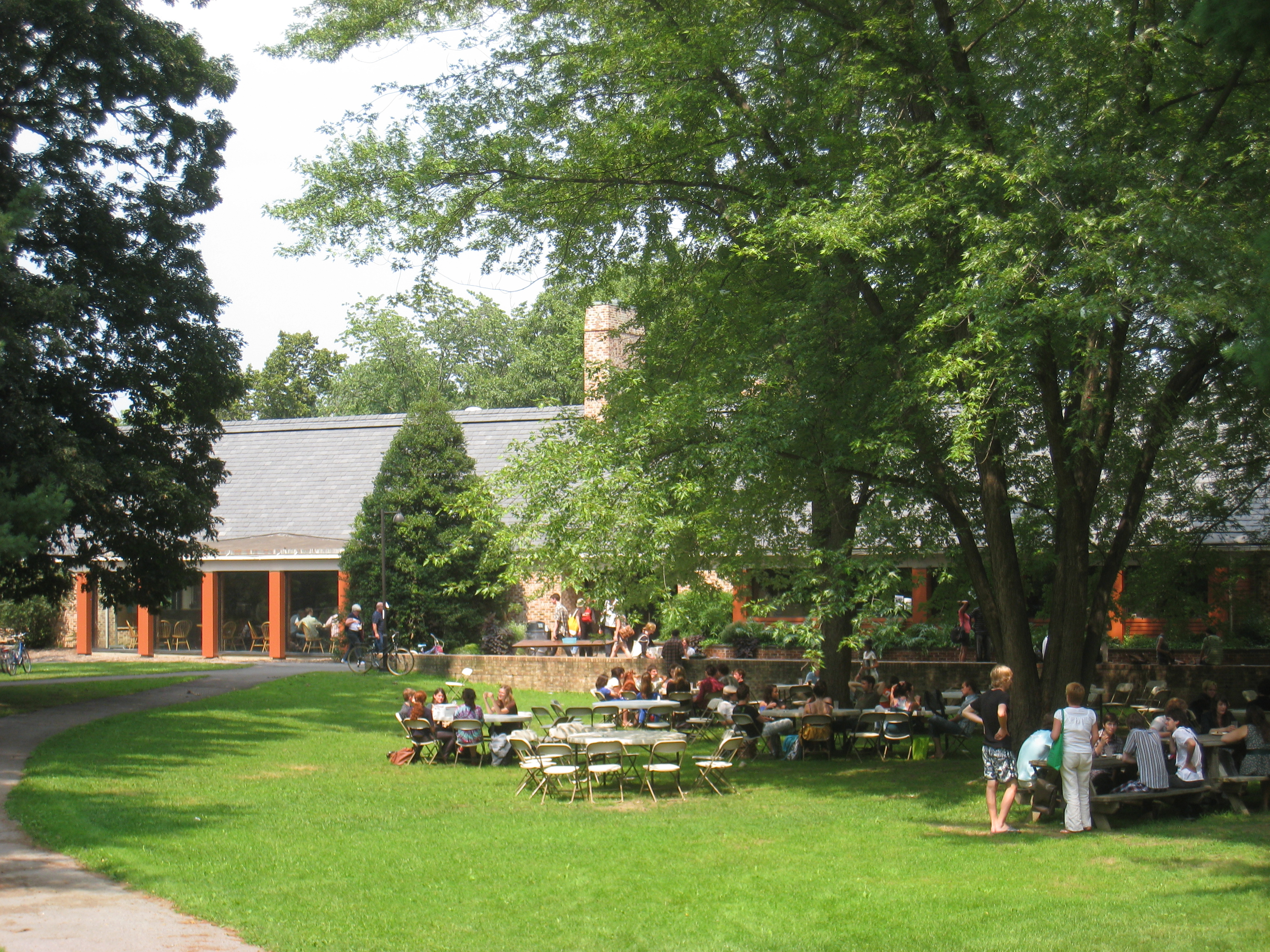
克莱恩综合楼
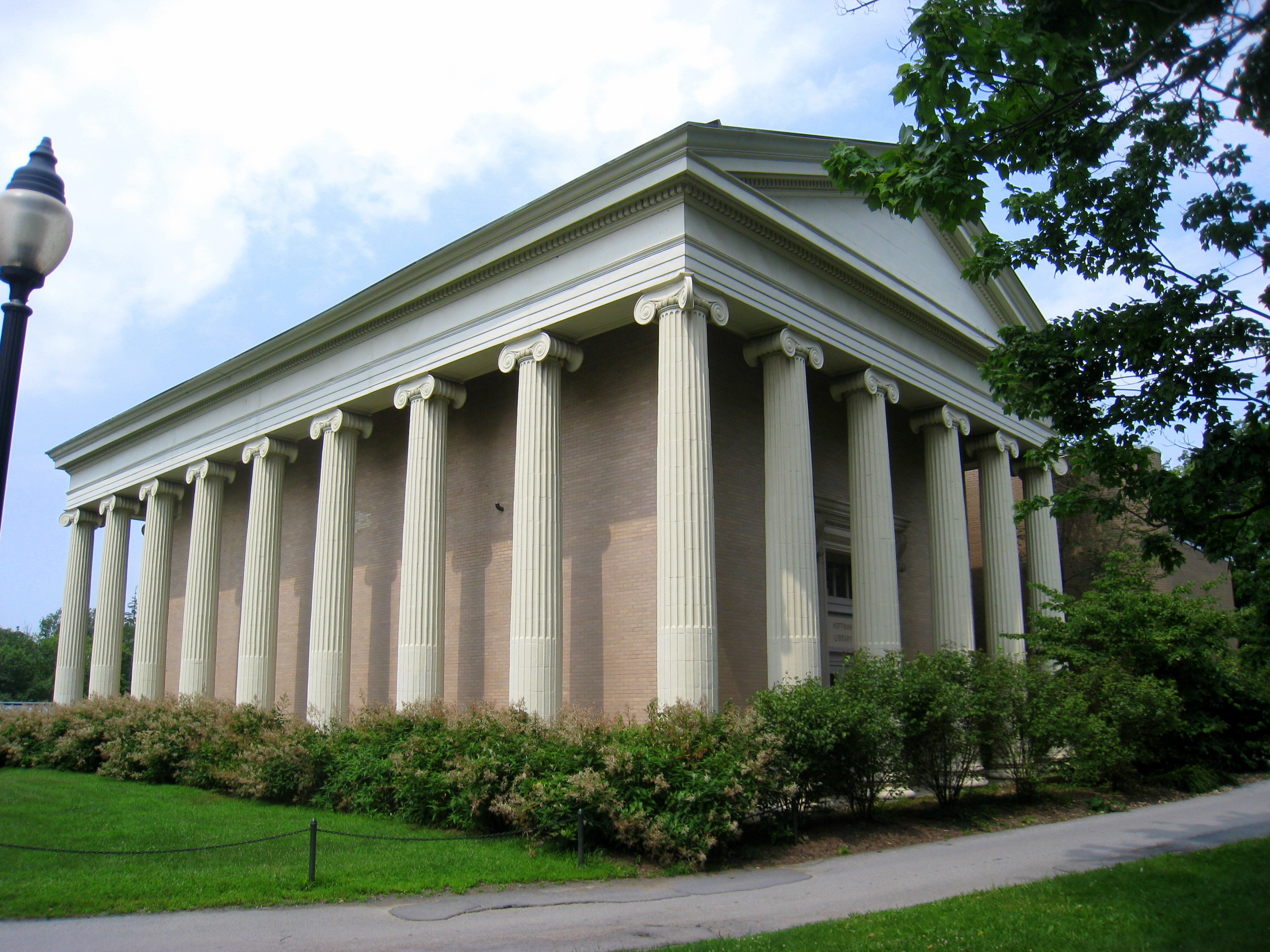
史蒂文森图书馆
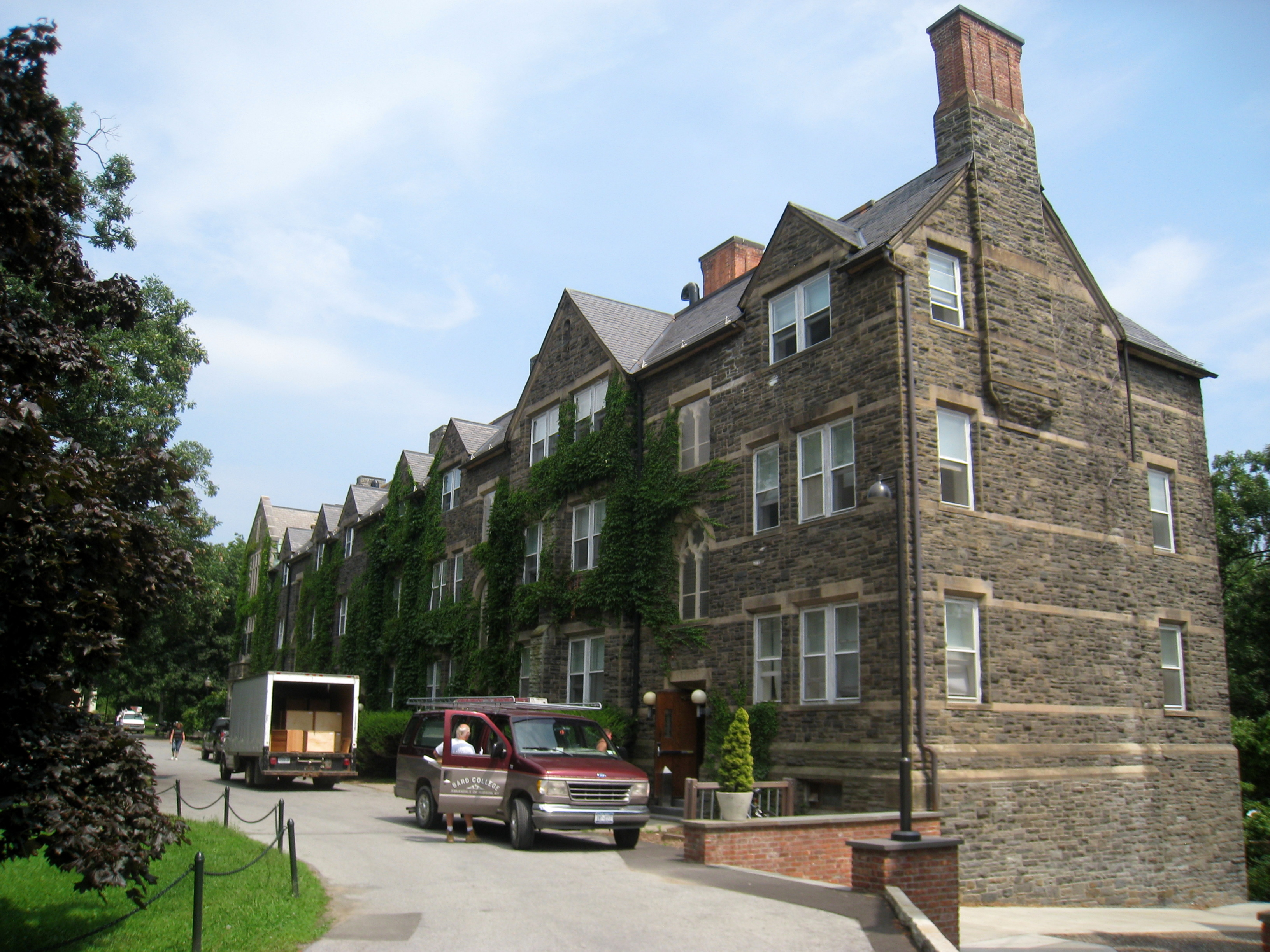
斯通街道
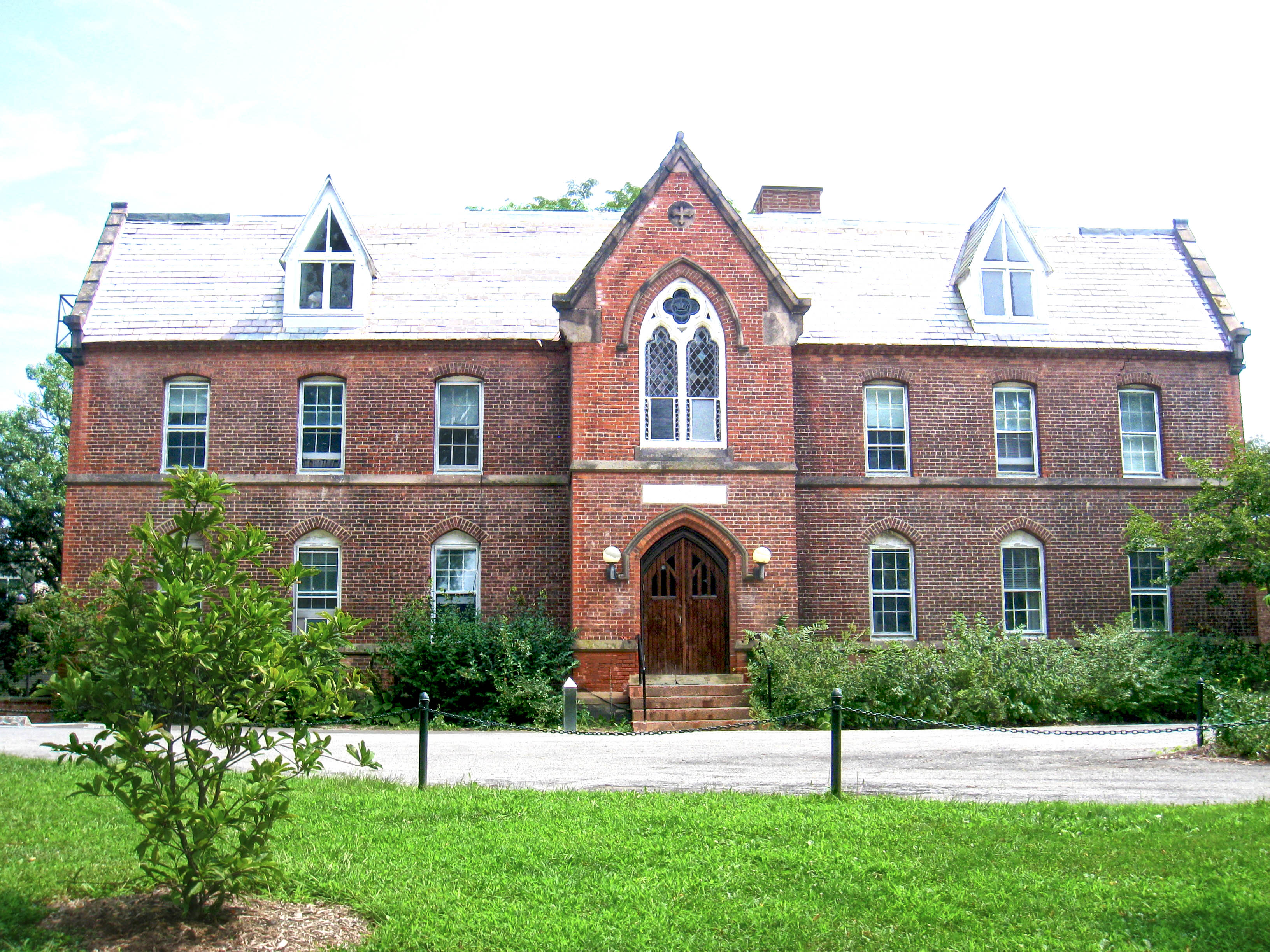
阿斯平沃尔楼
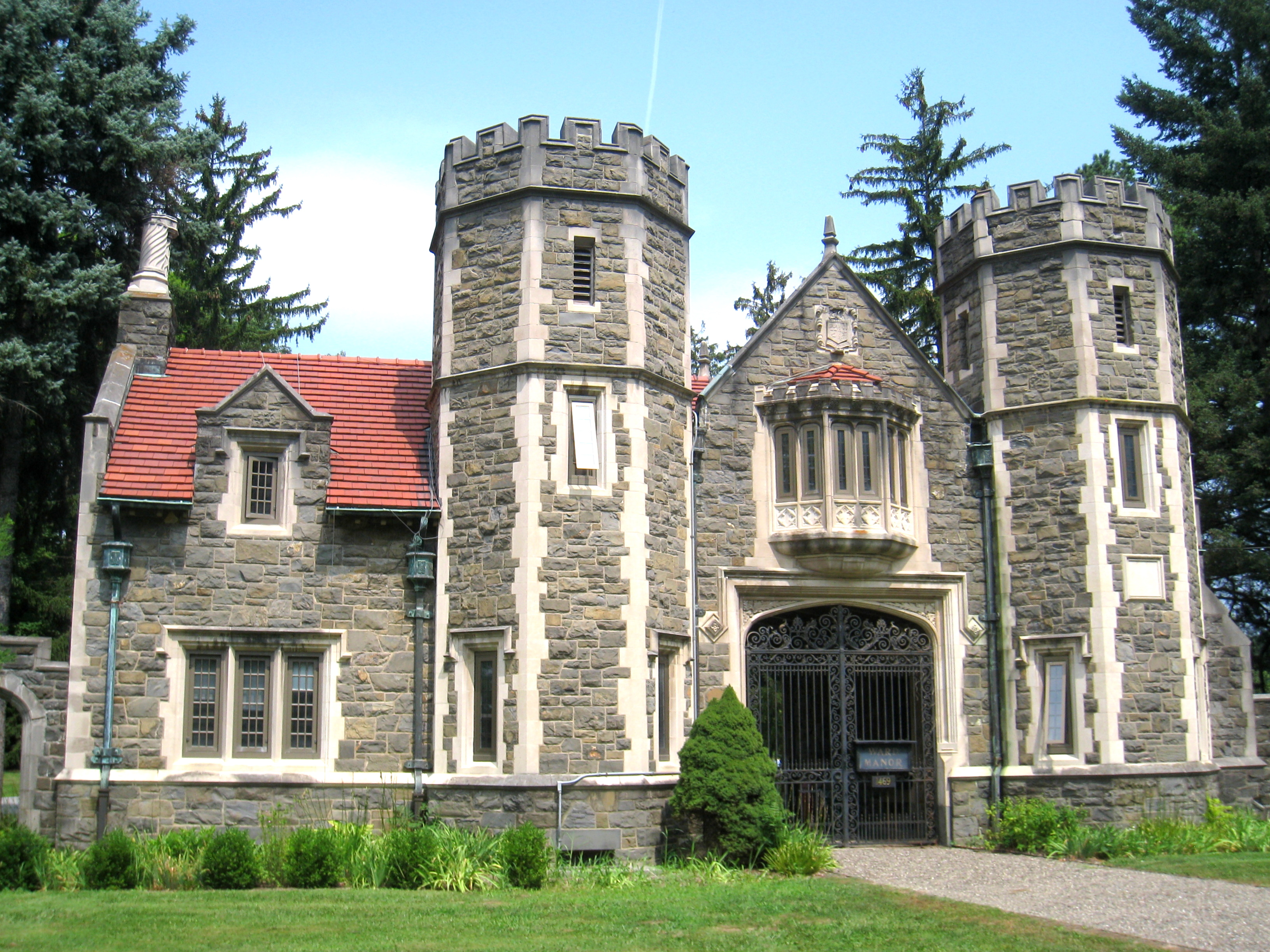
沃德门道
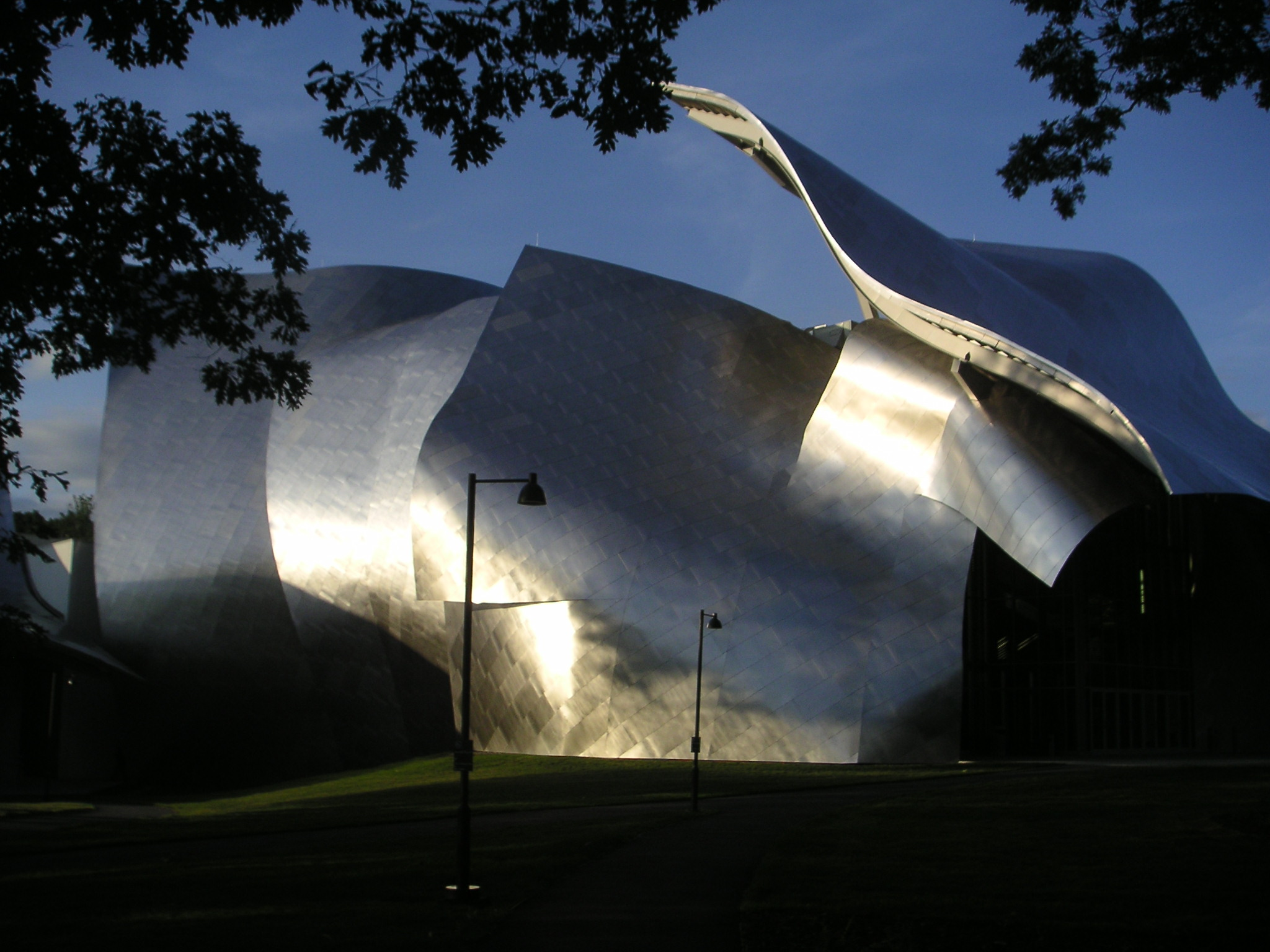
理查德·B·费舍尔表演艺术中心（英语：Richard B. Fisher Center for the Performing Arts）
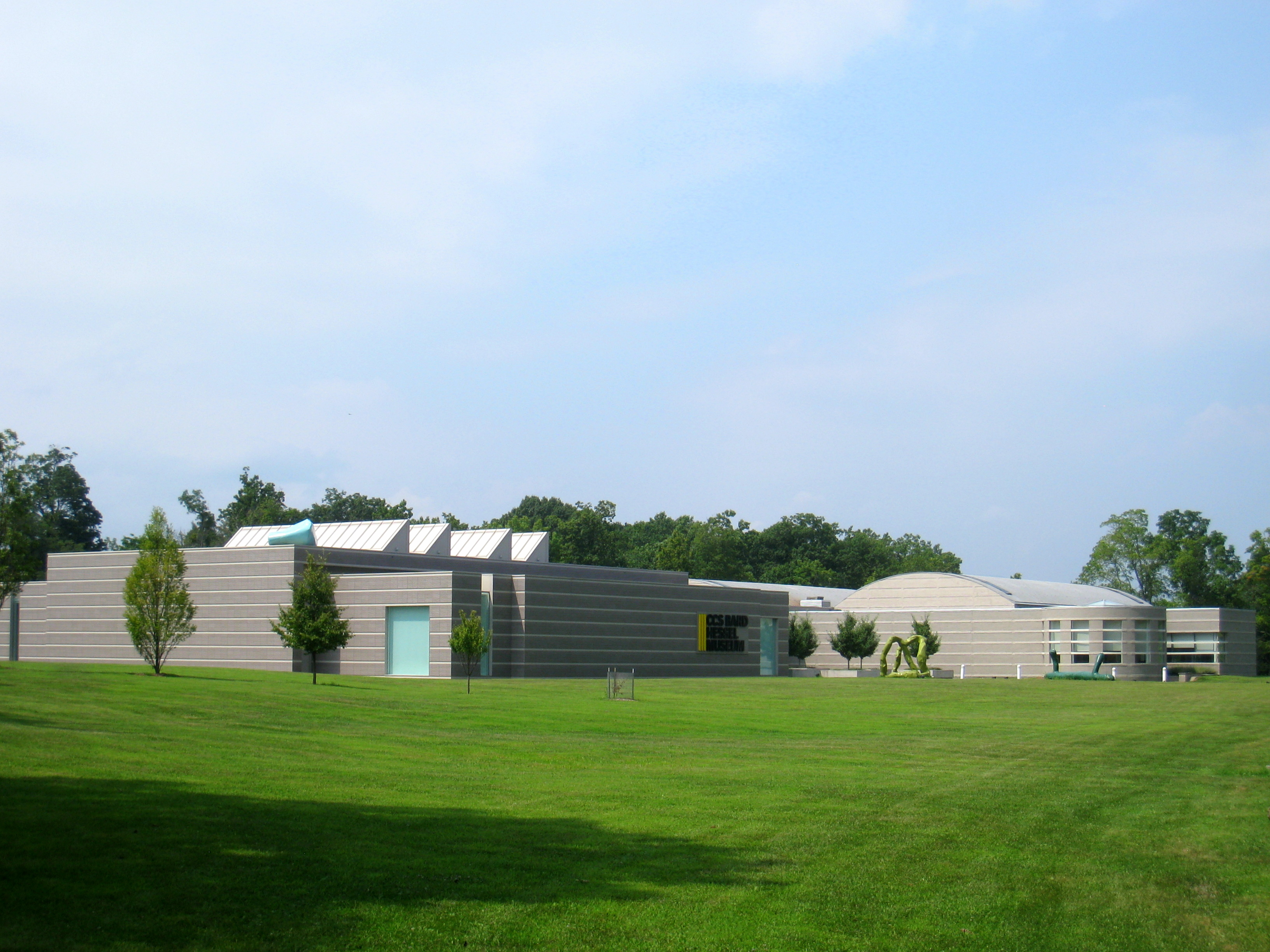
埃塞尔当代艺术博物馆（英语：Center for Curatorial Studies and Art in Contemporary Culture）